# Донато Браманте
Донато Браманте (на италиански: Donato Bramante) е знаменит италиански архитект и художник.
Творчеството на Донато Браманте се дели на два етапа, последният от които съвпада със зрелия Ренесанс. В Милано той работи до самия край на века (1499). Там създава редица проекти и издига няколко черкви и манастири. Автор е на плановете на катедралата в близката Павия, а също така завършва прочутата миланска черква „Санта Мария деле Грацие" (източната част). Разработва плана на идеалната църква с центричен план. Творбите му се характеризират с хармонични пропорции, строга монументалност, творческо прилагане на класическите форми. Творчеството му е повлияно от архитектурните идеи на Леонардо да Винчи.

## Биография
Роден е през 1444 година в Монте Адруалдо, Италия. Браманте отива в Рим, когато Вечният град заема водещо място в изкуството на Европа. В Рим властват флорентинските Медичи като папи и кардинали и след тях идват много архитекти, скулптори и живописци. Още в първите години на XVI век Браманте получава редица престижни поръчки. Построява прочутото Темпието – като капела с централен план. Това е предпочитаната от него архитектурна форма, свързана с неоплатонистките идеи по времето на Ренесанса. Още от Ломбардия, където налага стиловите си идеи, се съобразява с местните традиции. В Рим усвоява опита на флорентинските си предшественици, но се запознава и с паметниците на античността.
Браманте става универсален творец, обобщил знания, талант и умения. И напълно заслужено папа Юлий II му възлага работата върху катедралата „Свети Петър“, като успява да защити неговите новаторски планове въпреки съпротивата на кардиналската колегия. В продължение на пет години (от 1506 г. до 1511 г.) Браманте сам ръководи строежа и напредва бързо, после до смъртта му през 1514 г. работата се забавя. Катедралата е завършена след много десетилетия, след като идеята за централния план силно се видоизменя. Известно е, че на смъртното си легло папа Юлий II препоръчва на новия папа Лъв Х Медичи да определи за следващ главен архитект на „Св. Петър" младия Рафаело.
Умира на 11 април 1514 година в Рим на 70-годишна възраст.

## Галерия
- Аркада Браманте, 80-те години на XV век. Базилика Свети Амвросий, Милано
- Клоатър на цистерцианския манастир Свети Амвросий (сега здание на Католическия университет). Милано
- Катедралата Санта Мария Асунта в Павия. 1488
- Базиликата Санта Мария деле Грацие. Тибуриум над среднокръстната църква с характерната ломбардска аркова галерия. 1492 – 1497. Милано
- Ломбардската аркова галерия и лантерна на църквата
- Базиликата Санта Мария пресо Сан-Сатиро. Перспективния хор. 1482 – 1486. Милано
- Базилика Санта Мария пресо Сан-Сатиро. Сакристия. 1482 – 1486. Милано
- Темпието. 1502. Рим
- Клоатър на църквата Санта Мария дела Паче. 1504
- Палацо Каприни (Палацо Рафаел). Проект на Д. Браманте. 1509. Рим. Офорт 1549 г.
- Дворец Канчелерия. Източна фасада. 1483 – 1513. Рим
- Палацо Торлония. Между 1496 и 1507 гг. Главната фасада. Приписва се на Д. Браманте. Рим
- Проект на катедралата Свети Петър. 1505
- План на катедралата Свети Петър. 1505
- Катедралата Свети Петър на медала Карадосо. Вариант 1506 г.

### Стълбата на Браманте
Вероятно Юлий II, веднага след избора му за папа през 1503 г. възлага на Браманте да свърже града с Белведере. Браманте създава висок 19 метра вход, поддържан от колони, който няма стъпала и може да бъде използван от конници. Отвън входът изглежда като кула с квадратен профил и само различно високите прозорци с кръгли арки на горния етаж указва за покачващата се рампа във вътрешността. Стълбата се състои от четири и половина спирални навивки, които са предвидени с общо 36 колони от сив гранит. Подреждането на колоните се променя на всяка навивка. Диаметърът на колоните също се променя но дължината им остава една и съща. Предвидена е да се използва за носене на хранителни продукти и е конструирана като двойна спирала подобно на ДНК-спиралата, така че движението може да става независимо нагори и надолу. Тази оригинална стълба на Браманте се намира в музея Пио Клемантино. На изхода на ватиканските музеи се намира една двойна спирална стълба, създадена от Джузепе Момо. Поради това, че строителната конструкция е близка с тази на оригиналната стълба на Браманте, тя носи същото име.